# Roger Gavoury
Roger Alfred André Gavoury, né le 7 avril 1911 à Mello (Oise), est un commissaire de police français et contrôleur général de la sûreté nationale, marié et père de trois enfants, qui fut assassiné dans l’exercice de ses fonctions de commissaire central d’Alger le 31 mai 1961. 
Il fut le premier fonctionnaire tué par l’Organisation de l'armée secrète (OAS), organisation séditieuse qui le choisit pour cible parce que ce serviteur de l’État, « tout entier dévoué à son pays, à son métier et à l’institution policière », incarnait la loyauté et « plaçait l’obéissance à la République au premier rang de ses devoirs » (selon les termes d’une lettre émanant le 27 avril 2005 du directeur adjoint du cabinet du ministre de l’intérieur, de la sécurité intérieure et des libertés locales).
Les circonstances de son assassinat, l'enquête judiciaire, le déroulement et les suites du procès sont relatés dans la seconde partie d'un livre intitulé La Bataille de Marignane, écrit par le docteur Jean-Philippe Ould Aoudia, préfacé par l'ancien ministre Pierre Joxe et publié aux Éditions Tirésias en février 2006.

## Biographie
Fils d’un chef de groupe des services centraux de la Compagnie des chemins de fer du Nord, Roger Gavoury suit son cursus scolaire à Senlis. Ses études secondaires à Beauvais seront suivies de ses années de licence en droit à Lille.
À partir de 1931-1932, il exerce des activités administratives et commerciales dans des établissements bancaires et entreprises de Creil, Paris et Reims avant de faire acte de candidature, en avril 1936, au concours pour les emplois de commissaire de police stagiaire dans les départements, hors du ressort de compétences de la Préfecture de Police.
Il effectue à compter d'octobre 1933 son service militaire au 67e régiment d’infanterie et le termine en février 1934, à la suite des blessures contractées dans l'accident ferroviaire de Lagny-Pomponne le 23 décembre 1933 (l’accident causa plus de deux cents morts).

## Déroulement de carrière
Roger Gavoury reçoit sa première affectation de commissaire de police le 21 novembre 1936 à Hazebrouck (Nord) : dans cette commune éprouvée par les bombardements aériens effectués par la Luftwaffe, il se signale par son dévouement et son sens de l’initiative lors de la campagne de France[réf. nécessaire].
Il est nommé successivement à Sarcelles (mars 1942 - décembre 1943), Sotteville-lès-Rouen (décembre 1943 - septembre 1944), Rouen-Saint Sever (septembre 1944 - octobre 1949), Béthune (octobre 1949 - mai 1950), Charleville-Mézières (mai 1950 - mai 1954) et La Rochelle (mai 1954 - mai 1955).
Sa prise de poste d’adjoint au directeur du Centre national d’instruction et d’application de la sûreté nationale de Sens le 11 mai 1955 l’éloigne momentanément des services de la Sécurité Publique.
En mission temporaire au Maroc à compter du 9 août 1955, il est confirmé dans ses fonctions d’adjoint au chef de la sûreté nationale de Casablanca le 11 février 1956 par voie de détachement au titre de l’assistance technique, au moment où le Maroc retrouve sa liberté, en mars 1956 à la fin du protectorat français, en place depuis 1912. Il se voit confier la responsabilité du service central de la sécurité publique à Rabat en février 1957 et élabore la doctrine relative à l’organisation de la sûreté nationale marocaine.
Remis, à sa demande, à la disposition de son administration d’origine le 16 février 1959, il assure la direction du Centre d’assignation à résidence surveillée de Thol-Neuville-sur-Ain (avril à août 1959) puis de celui du Larzac (août 1959 - février 1960).
Commissaire principal depuis 1948, il est promu commissaire divisionnaire au lendemain de son installation, le 29 février 1960, lors de sa prise de fonction en tant que commissaire central adjoint à Alger.
Il est admis au bénéfice de la croix de la Valeur militaire avec étoile d’argent le 21 avril 1961. La citation à l’ordre de la division, comportant l’attribution de cette distinction, souligne sa participation « très importante à la lutte contre la rébellion ». Elle rappelle qu’il a « payé courageusement de sa personne, au cours des événements de décembre 1960, en se portant constamment aux endroits où la violence des manifestations prenait la forme la plus dangereuse, afin de limiter les heurts entre les communautés ». Elle se conclut en ces termes : « A suscité, en ces circonstances, l’admiration de son personnel, qu’il a galvanisé par son exemple. » Dans un ouvrage intitulé Commissaire de police en Algérie, 1952-1962 et publié en mars 2011 aux Éditions Riveneuve, Roger Le Doussal précise : « S’appuyant sur les CRS, il avait joué un rôle important lors des émeutes musulmanes du 11 décembre 1960 pour éviter que leur répression par des militaires ne tourne au carnage. »
Prenant ses fonctions de commissaire central le 23 mai 1961, moins de six semaines après le plasticage de son appartement qui s'était passé le 14 avril 1961, Roger Gavoury s’adresse à ses collaborateurs en ces termes : « L’horizon commence à blanchir et bientôt, je l’espère, luira sur l’Algérie l’aube de la paix. Je voudrais, de toute mon âme, être le Central de la pacification, la vraie cette fois, celle des esprits. Je rêve d’une Alger où les hommes s’entraiment enfin, sans plus être séparés par des races, des religions ou des mers. »[réf. nécessaire]
Il est assassiné à coups de poignard de parachutiste, par le légionnaire Marc Ténard, le 31 mai 1961 à 23 h 30, à l’intérieur de son studio situé au 4e étage de l’immeuble situé au 4-6 rue du Docteur Trolard à Alger, où le commando Delta 1 de l’OAS le guettait, installé dans un appartement voisin. Dès le 1er juin, s’inclinant, au nom de la France et du Gouvernement, devant cette victime du devoir, le délégué général en Algérie, Jean Morin, déclarera dans un communiqué : « Ce crime odieux montre à quel point de perversion en sont arrivés certains éléments qui se placent au ban de la Nation. » Si l'organisation revendique le meurtre le 4 juin, le général Salan, un des créateurs de l' O.A.S., a condamné ultérieurement ce crime, le jugeant inutile et nuisible à l'OAS.

## Post mortem
Tué en service commandé, Roger Gavoury est nommé, à titre exceptionnel, contrôleur général de la sûreté nationale, par arrêté du ministre de l’intérieur du 2 juin 1961.
Le 3 juin 1961, le juge d’instruction d’Alger est saisi d’une note du service régional de police judiciaire d'Alger  ainsi libellée : « Des constatations et des premiers éléments de l’enquête, il ressort que le crime a été commis en raison de l’attitude ferme manifestée par ce fonctionnaire, particulièrement pour maintenir l’ordre à Alger et réprimer les troubles provoqués par les organisations subversives activistes. On peut donc estimer que cet homicide est le fait d’une bande armée en relation avec les insurgés d’avril 1961. »
Le 4 juin 1961, un tract ronéotypé à en-tête OAS - Sous Secteur Alger-Ouest est distribué dans les boîtes aux lettres d’Alger précisant que l’OAS avait « jugé » le commissaire divisionnaire Gavoury notamment pour « crime de haute trahison » et « complicité avec le régime » ; il se conclut comme suit : « Un premier avertissement (14 avril dernier - bombe au plastic) n’ayant donné aucun résultat, il a été décidé de procéder à son exécution. »

### Citations
- Citation à l'ordre de la Nation, le 10 juin 1961. La teneur de la citation est la suivante : Le Premier ministre, sur la proposition du ministre d’État chargé des affaires algériennes, cite à l’ordre de la Nation M. Roger Gavoury, commissaire divisionnaire, commissaire central du Grand Alger : « Fonctionnaire d’élite, d’un loyalisme absolu à l’égard des institutions républicaines, a toujours exercé ses délicates et périlleuses fonctions avec une compétence et une autorité dignes des plus grands éloges. Nommé à Alger depuis plus d’un an, s’est distingué par son attitude courageuse et son sens du devoir particulièrement élevé et a tenu à rester à son poste malgré les menaces de mort dont il était l’objet. Lâchement assassiné dans la nuit du 31 mai au 1er juin, a droit à la reconnaissance de la Nation. »

- Attributaire, à titre exceptionnel et posthume, de la Médaille d'honneur de la Police nationale par arrêté du ministre de l’intérieur du 29 juin 1961.

- Nommé chevalier de la Légion d’honneur à titre posthume par décret du 4 août 1961. Le mémoire de proposition mentionne : « M. Gavoury, au cours de ses séjours en Afrique du Nord, s’est toujours efforcé de montrer d’exemplaire façon aux populations musulmanes ce qu’elles pouvaient attendre de bénéfique de fonctionnaires français ayant pour but essentiel de faire respecter et aimer leur pays au travers de leur personne. »

- Mention Mort pour la France attribuée à titre militaire le 17 novembre 1961, sur avis favorable du ministre des anciens combattants et victimes de guerre.

### Procès
Dix personnes impliquées dans son assassinat sont déférées au tribunal militaire par décret du président de la République du 6 février 1962, parmi lesquelles le lieutenant déserteur Roger Degueldre (alors en fuite), le sergent déserteur Albert Dovecar et Claude Piegts : pour ces derniers, le procès se déroule au Palais de justice de Paris du 26 au 30 mars 1962. Arrêté le 7 avril 1962, Roger Degueldre est traduit le 28 juin 1962 devant la Cour militaire de justice, au Fort neuf de Vincennes. Les deux premiers sont fusillés le 7 juin 1962, le troisième le 6 juillet 1962.
Un certain nombre de personnes ayant prêté assistance à Alger aux assassins de Gavoury en les hébergeant furent, quant à eux, condamnés, en 1963, à des peines de prison, généralement avec sursis.

### Hommage
Le nom de Roger Gavoury figure sur une stèle commémorative dédiée aux commissaires de police tombés en opération, victimes du devoir, en dehors du territoire métropolitain, installée dans l’enceinte de l’École nationale supérieure de la police à Saint-Cyr-au-Mont-d’Or (Rhône) et dévoilée le 21 juin 2005 par le ministre d’État, ministre de l’intérieur et de l’aménagement du territoire, dans le cadre de la cérémonie de sortie de la 55e promotion des commissaires de police.